# 梁父吟
梁父吟（りょうほぎん）とは、泰山の麓にある梁父という名の丘にまつわる故事を詠ったもので、梁甫とも書かれる。泰山では山頂に土を盛り、高い場所をさらに高くして、天に届け、という儀式を行って天を祭るところであり、梁父では丘の土をはらい、地を祭って丘の下の霊と交わる儀式を行うところである。梁父はいわゆる古墳であり、昔、そこに霊が埋葬されたと伝えられて、始皇帝も泰山と梁父で封禅の儀式を行った。孔子の弟子の曾子が、泰山の麓で耕していた時に、雨や雪のために帰れなくなり、父母をしのんで、琴曲として作った、という伝説がある。諸葛亮が好んで詠ったため、諸葛亮の作とする説もある。しかし、実際には古代の挽歌であると思われる。
歩みて斉城の門を出ず
遥かに望む蕩陰の里
里中に三墳有り
累々として正に相い似たり
問う是れ誰が家の墓ぞ
田疆・古冶子
力は能く南山を排き
文は能く地紀を絶む
一朝 讒言を被れば
二桃 三士を殺す
誰か能く此の謀を為す
国相 斉の晏子

これが梁父吟である。古冶子は「こやし」と読む。この詩の中には田疆と古冶子しか述べられてないが、実際には、田開疆、古冶子、公孫接の三人のことである。三人は武勇をもって知られていた。
公孫接（こうそんしょう）、田開疆（でんかいきょう）、古冶子（こやし）は景公（けいこう）に事（つか）え，勇力（ゆうりょく）を以て虎を搏（う）つと聞く。晏子（あんし） 過ぎて趨（はし）るも，三子は起たず。晏子 入りて公に見（まみ）えて曰く、「臣は聞く、明君の勇力の士を蓄（たくわ）うるや，上は君臣の義 有りて，下は長率（ちょうそつ）の倫（みち） 有り，内には以て暴（ぼう）を禁ずべく，外には以て敵を威（おど）すべし，上は其の功に利ありて，下は其の勇に服す，故に其の位を尊くし，其の禄を重くす。今、君の勇力の士を蓄うるや，上には君臣の義 無く，下には長率の倫 無し，内には以て暴を禁ずるべからず，外には敵を威すべからず，此は国を危うくするの器なり，之を去るに若（し）かず」と。公の曰く、「三子は，之を搏たんとするも得ざるを恐れ，之を刺さんとするも中（あた）らざるを恐るるなり」と。晏子の曰く、「此れ皆な力攻するに勍敵（けいてき）の人なり，長幼の礼 無し」と。因りて公に請いて人をして之の二桃を少しく餽（おく）りて，曰く、「三子は何ぞ功を計らずして桃を食すや？」公孫接、仰天して歎じて曰く、「晏子は智なる人なり。夫れ公の計をして吾が功を計るは，桃を受けざれば，是れ勇 無きなり，士の衆（おお）くして桃は寡（すくな）し，何ぞ功を計らずして桃を食わん。接（しょう）は一に豣（けん）を搏（う）ちて再び乳虎（にゅうこ）を搏つ，接の功の若（ごと）きは，以て桃を食すべくして人と同じきこと無し」と、桃を援（と）りて起つ。田開疆の曰く、「吾が仗兵（じょうへい）にて三軍を却（しりぞ）くること再びせし，開疆の功の若（ごと）きは，亦た以て桃を食らうべし，人と同じきこと無し」と、桃を援りて起つ。古冶子の曰く、「吾は嘗（かつ）て君に従いて河を済（わた）り，黿（べつ）を左驂（ささん）に銜（ふく）ませて砥柱（しちゅう）の流れに入る。是の時に当たりてや，冶（や）は少しく游（およ）ぐ能（あた）わず，潜行して逆流すること百歩，流れに順（したが）うこと九里，黿を得て之を殺さんとして，左の驂尾（さんび）を操（あやつ）りて，右に黿の頭を挈（さ）げて，鶴躍（かくやく）して出づ。津人は皆な曰く『河伯（かはく）なり！』と。冶の之を視るが若（ごと）きは，則ち大黿（だいべつ）の首なり。冶の功の若（ごと）きは，亦た以て桃を食すべくして人と同じきこと無し。二子は何ぞ桃を反（かえ）さざるや！」と。剣を抽（ぬ）きて起つ。公孫接、田開疆の曰く、「吾が勇は子に若（し）かず，功は子に逮（およ）ばず，桃を取りて譲らざれば，是は貪（むさぼ）るなり。然うして死せざれば，勇 無きなり」皆な其の桃を反して，領（くび）を挈（た）ちて死す。古冶子の曰く、「二子は之に死して，冶の独り之に生くるは，不仁なり。人を恥ずかしむるに言を以てして，其の声を夸（ほこ）らば，不義なり。行う所を恨みて，死せざれば，勇 無し。然りと雖（いえど）も，二子の桃を同（とも）にして節あるとせば，冶は其の桃を専らにして宜（よろ）しとせん」亦た其の桃を反し，領（くび）を挈（た）ちて死す。使者は復た曰く、「已（すで）に死せり」と。公は之を殮（かりもがり）するに服を以てし，之を葬るに士の礼を以てす。
と晏子春秋にある。
斉の景公の時代のことである。公孫接と、田開疆と、古冶子は、宰相である晏嬰が前を通っても立ち上がらない。宰相の晏嬰は、三人が力を合わせて斉の脅威になることを恐れ、三人の間の離間を図った。晏嬰は、景公に向かって、
「私が聞いたところによれば、明君が、勇気と腕力のある家来を持つのは、君主と臣下のけじめをつけて、将軍として国内を管理する道理があるからです。その力で国内を統べし、国外に対して威すことが出来ます。主君はその力で利を得て、部下はその勇気に服従するのです。だからこそ、彼らに広大な領土と多くの俸給を与えて高い位につける価値があります。しかし、今、殿が仕えさせている勇気と腕力のある家来たちは、君主と臣下のけじめを知らず、将軍として国内を管理する道理を持ち合わせておりません。それに、国内を統べることもせず、国外を威すこともできません。このような連中は国起こす者ではなく、逆に国に危険をもたらすような者なので、除くべしです。」
と言ったが、景公は、
「彼らは倒そうとしても怖くてできないし、刺そうとしても刃が当たらないのだ。」
と答えた。それに対して晏嬰は、
「この三人は力で攻めれば逆に主君でも襲ってきます。」
と答え、
景公の名によって、三人に二つの桃を送り、
三子、功を計って食え。
と命じた。功績の多い者が桃を取れ、というのである。しかし、三人の功の差はあまりない。たかが桃二個を三人で分ける、という問題ではなく、功績の大きさを比べるのだ。三人のうちの一人は功績がほかの二人と比べて少ない、ということになってしまう。これでは争いが生じるのは当前である。
公孫接はこれを聞いてびっくりして嘆いて晏嬰に向かい、
「あなたは功の多い者が桃を食べろ、というのだが、我々は三人、桃は二個、桃の数のほうが少ない。ということは、桃を取れなかった一人は他の二人と比べて力がない、ということになるではないか。しかし私は大きな猪や虎の子を手で搏ち殺したことがある。これは桃に値するべきだ。」
と言って桃を取った。田開疆は、
「私は二度も敵の大軍を伏兵を置いて破った。これは他の二人の功績とは比べようもなく、桃を取るのに相応しいと言える。」
と言って桃を取った。これを見て古冶子が黙っているはずがない。
「かつて主君が河を渡られたとき、大亀があらわれて、馬車のそえ馬をくわえて、流れにひきこんだ。私はまだ若く泳ぎを知らなかったのに、逆流に潜行すること百歩（当時の一歩は約1.4ｍなので、約140ｍ）、流れに順うこと九里（当時の一里は約400ｍなので、約3,600ｍ）、ついに大亀をとらえて殺した。これでも桃に値しないというのか。お二人よ、なぜ桃を返さぬのか。」
と言った。それを聞いて公孫接と田開疆は恥じ入って桃を返し、先に桃を取ったことを恥じて自殺した。古冶子も人に恥をかかせたことを不義とし、また、一人生き残るのは不仁であるとして、自殺した。
景公はこの三士を惜しんで梁父の丘に丁重に葬ったとされる。
「二桃殺三士」という格言は、奇計をもって人を殺し、大きな効果を上げることに用いられる。
『晏子春秋』に載せられているこの話は晏嬰の時代より後世に晏嬰にかこつけて作られたものであるらしい。なので、歴史上事実とは思えないとされている。しかし、斉には武力を持つ有力な家臣がいて、彼らの連合を阻止しようとする様々な謀があった、という見方もされている。